# 金武町

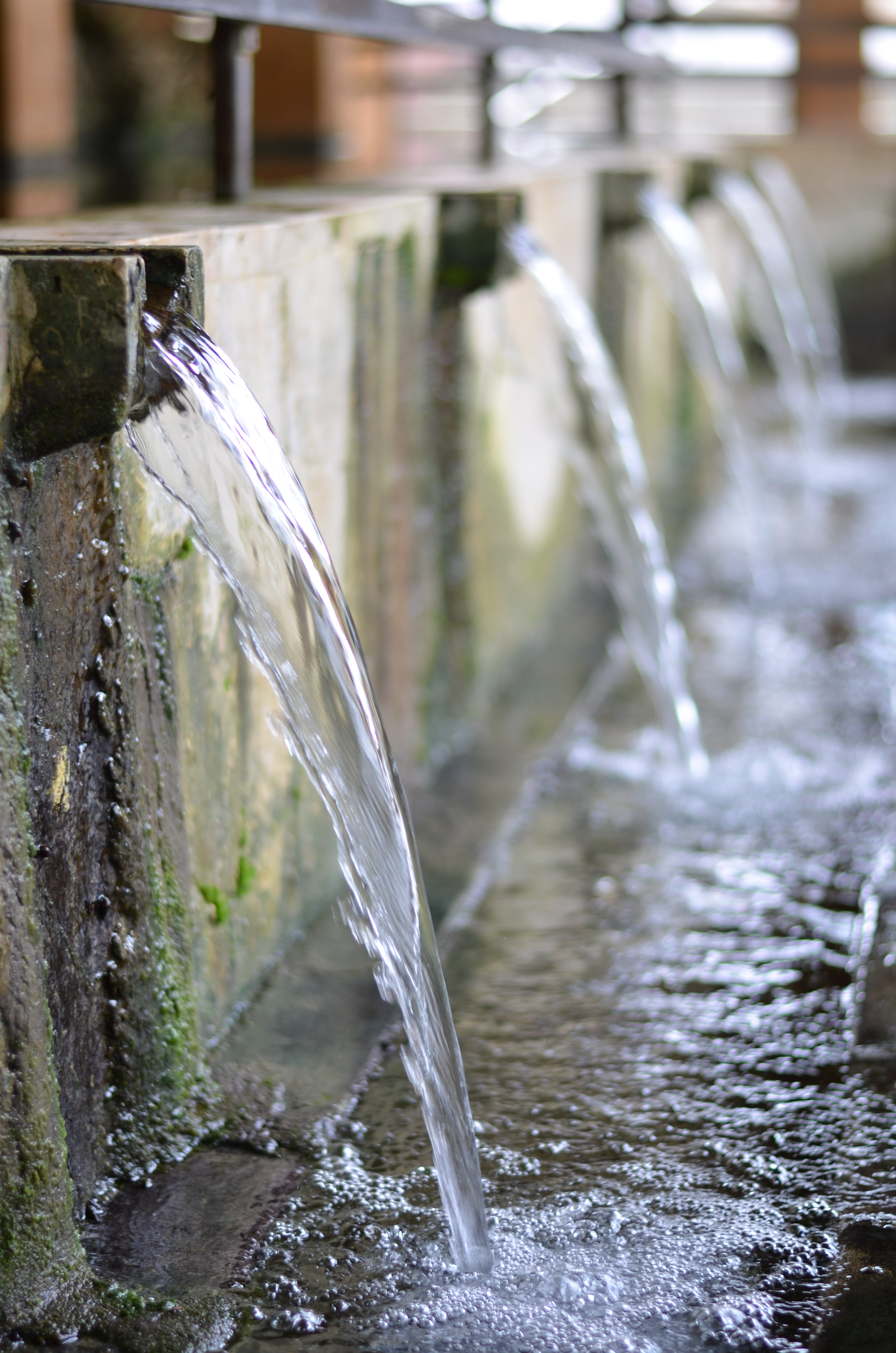
金武大川（ウッカガー）

金武町（きんちょう）は、沖縄県国頭郡にある町。沖縄本島中央部の東海岸に位置する。

## 地理
国頭郡最南端の自治体である。北側は恩納村と背接し、その境界にティーチュ岳（177m）、ブートゥ岳（214m）、ジャフン岳（250m）、恩納岳（363m）、屋嘉岳（202m）、石川岳（208m）が東西に連なる。北東は宜野座村、南はうるま市に接する。
金武湾に面し、対岸に勝連半島・平安座島・宮城島・伊計島を望む。面積の約60％を米軍用地（キャンプ・ハンセン）が占める。

### 隣接する自治体
- うるま市(2005年より後)
- 石川市(2005年まで)
- 恩納村
- 宜野座村（金武町の前身である金武村から1946年に分離）
- 久志村(1946年まで)
- 名護町(1946年まで)

### 主な丘陵
- ティーチュ岳（177m）
- ブート岳（214m）
- ジャフン岳（250m）
- 恩納岳（363m）
- 屋嘉岳（202m）
- 石川岳（204m）

### 主な河川
- 億首川（並里区と中川区の境界）
- 石川川（金武区）
- 加武川（伊芸区）
- 美徳川（伊芸区）
- 渡久比那川（屋嘉区）
- 前田川（屋嘉区）
- クラ川（屋嘉区、うるま市との境界）

### 主な井泉
いずれも町指定文化財である。
- 金武大川（）（並里区）
- 慶武田川（）（並里区）
- 茶川（）（並里区）
- 名古川（） の泉（中川区）

### 人口
2023年1月末日現在、人口11,467人（男5,739人・女5,728人）。世帯数5,638戸。
65歳以上の人口比率は、本土復帰前の1970年には7.5%であったが、2010年には23.1%に増加しており、全国平均（25.1%）とほぼ同様の高齢化傾向がみられる。
| |                                        |  |
| 金武町と全国の年齢別人口分布（2005年） | 金武町の年齢・男女別人口分布（2005年） |  |
| ■紫色 ― 金武町 ■緑色 ― 日本全国 | ■青色 ― 男性 ■赤色 ― 女性              |  |
| 金武町（に相当する地域）の人口の推移 \| 1970年（昭和45年） \| 9,953人 \| \| \| 1975年（昭和50年） \| 10,120人 \| \| \| 1980年（昭和55年） \| 9,745人 \| \| \| 1985年（昭和60年） \| 10,005人 \| \| \| 1990年（平成2年） \| 9,525人 \| \| \| 1995年（平成7年） \| 9,911人 \| \| \| 2000年（平成12年） \| 10,106人 \| \| \| 2005年（平成17年） \| 10,619人 \| \| \| 2010年（平成22年） \| 11,066人 \| \| \| 2015年（平成27年） \| 11,232人 \| \| \| 2020年（令和2年） \| 10,806人 \| \| |                                        |  |
| 総務省統計局 国勢調査より |                                        |  |
| 1970年（昭和45年） | 9,953人                                |  |
| 1975年（昭和50年） | 10,120人                               |  |
| 1980年（昭和55年） | 9,745人                                |  |
| 1985年（昭和60年） | 10,005人                               |  |
| 1990年（平成2年） | 9,525人                                |  |
| 1995年（平成7年） | 9,911人                                |  |
| 2000年（平成12年） | 10,106人                               |  |
| 2005年（平成17年） | 10,619人                               |  |
| 2010年（平成22年） | 11,066人                               |  |
| 2015年（平成27年） | 11,232人                               |  |
| 2020年（令和2年） | 10,806人                               |  |

### 気候
| 金武 (標高8m)の気候                 | 金武 (標高8m)の気候 | 金武 (標高8m)の気候 | 金武 (標高8m)の気候 | 金武 (標高8m)の気候 | 金武 (標高8m)の気候 | 金武 (標高8m)の気候 | 金武 (標高8m)の気候 | 金武 (標高8m)の気候 | 金武 (標高8m)の気候 | 金武 (標高8m)の気候 | 金武 (標高8m)の気候 | 金武 (標高8m)の気候 | 金武 (標高8m)の気候 |
| 月                                  | 1月                 | 2月                 | 3月                 | 4月                 | 5月                 | 6月                 | 7月                 | 8月                 | 9月                 | 10月                | 11月                | 12月                | 年                  |
| ----------------------------------- | ------------------- | ------------------- | ------------------- | ------------------- | ------------------- | ------------------- | ------------------- | ------------------- | ------------------- | ------------------- | ------------------- | ------------------- | ------------------- |
| 最高気温記録 °C （°F）              | 26.1 (79)           | 26.1 (79)           | 28.5 (83.3)         | 30.0 (86)           | 31.7 (89.1)         | 33.9 (93)           | 34.3 (93.7)         | 34.4 (93.9)         | 33.8 (92.8)         | 32.2 (90)           | 30.2 (86.4)         | 27.3 (81.1)         | 34.4 (93.9)         |
| 最低気温記録 °C （°F）              | 6.9 (44.4)          | 6.8 (44.2)          | 6.7 (44.1)          | 10.1 (50.2)         | 13.9 (57)           | 16.5 (61.7)         | 20.9 (69.6)         | 21.5 (70.7)         | 18.4 (65.1)         | 16.1 (61)           | 11.0 (51.8)         | 8.7 (47.7)          | 6.7 (44.1)          |
| 出典1：理科年表                     |                     |                     |                     |                     |                     |                     |                     |                     |                     |                     |                     |                     |                     |
| 出典2：気象庁 (極値：1977年-2007年) |                     |                     |                     |                     |                     |                     |                     |                     |                     |                     |                     |                     |                     |

## 歴史

### 金武間切時代
現在の金武町に該当する土地には貝塚時代から人間が暮らしていたことがわかっているが、「金武」の地名がいつごろ発生したのかは不明である。1501年に建てられた第二尚家の陵墓玉陵（たまうどぅん）の碑文に「きんのあんし（金武の按司）」という刻銘があることなどから、少なくとも15世紀末頃には支配者がいて金武間切があったものと推察される。1564年以降は第二尚氏王統5代尚元王の三男尚久を元祖とする金武御殿が当地を治めた。
間切時代の金武は、現在の金武町・恩納村・宜野座村・名護市の一部にまたがっており、間切番所は喜瀬武原（現在の金武町と恩納村にまたがる地域）に置かれていた。1673年に恩納・瀬良垣・安富祖・名嘉真の4集落が恩納間切として、久志・辺野古の2集落が久志間切として金武間切から分離した。これにより、古知屋・宜野座・惣慶・漢那・並里・金武・伊芸・屋嘉の8集落が金武間切の領域となった（古知屋・宜野座・惣慶・漢那は現在の宜野座村）。

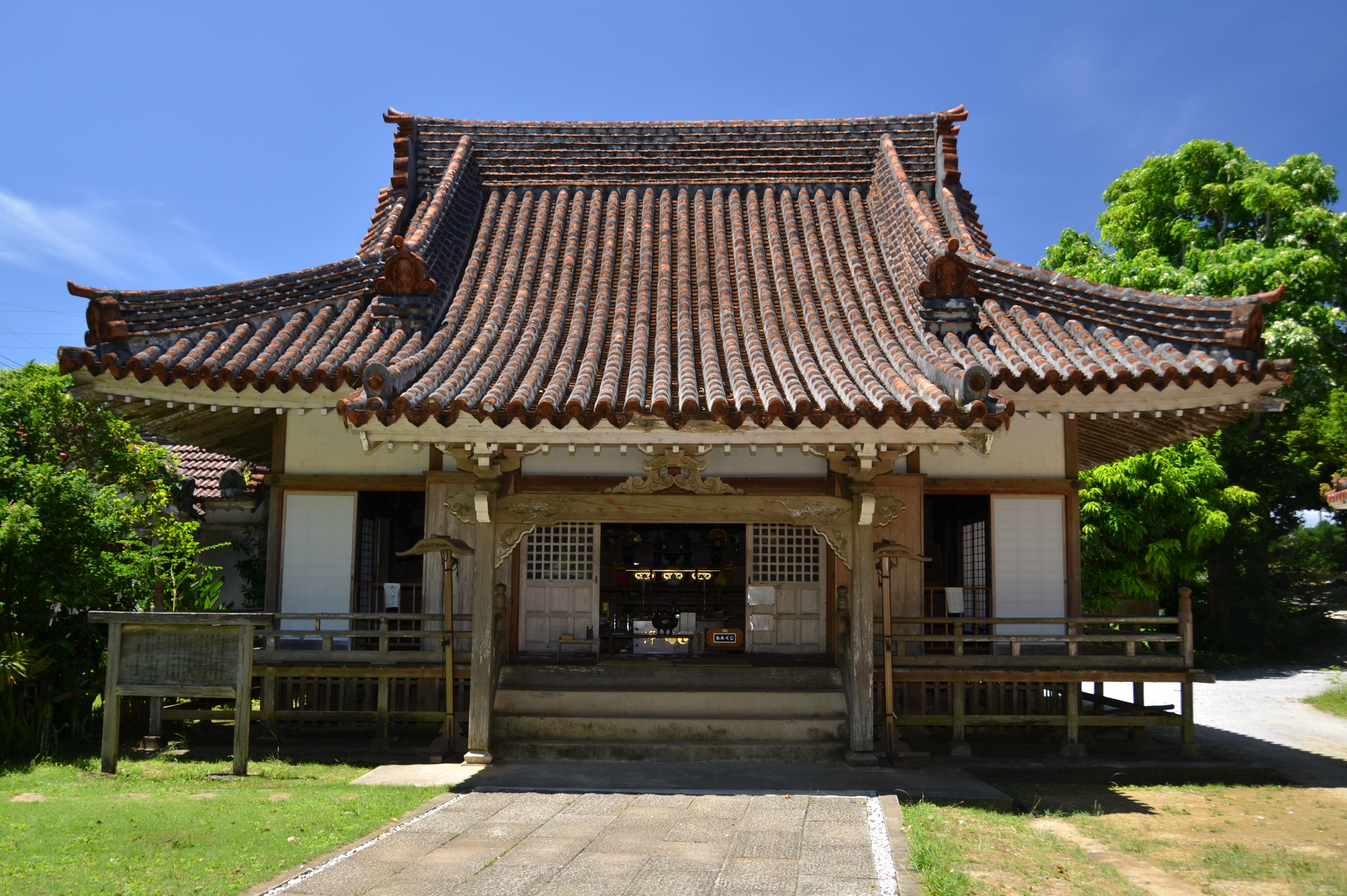
金武観音寺本堂

- 1522年：補陀落渡海を行っていた日秀上人が福花原に上陸し、金武観音寺を創建
- 1853年5月：ペリー艦隊が琉球を訪れ各地を調査した際、金武間切では並里集落北側の丘で宿営を行った（当時西洋人を全て「ウランダー（オランダ人）」と呼んでいたため、その森は「オランダ森」と呼ばれるようになった）
- 1882年：金武小学校創立
- 1899年：當山久三の指導による沖縄初の海外移民事業が開始。金武間切出身者を中心とした26人がハワイに送り出される
- 1890年：嘉芸簡易小学校（現・嘉芸小学校）創立
- 1904年：フィリピン移民始まる。移民たちははじめ道路工事に就いたが、翌1905年、大城孝造に引率されミンダナオ島ダバオに移住し、マニラ麻の栽培に従事した。

### 金武村時代
- 1908年：島嶼町村制で金武間切から金武村となる
- 1915年：大正天皇の即位を紀念した「紀念道路」が開通（現在の町役場前と国道329号の間を通り、金武郵便局からうしなー社交街に至る道路。一部は町役場来庁者用駐車場となっている）

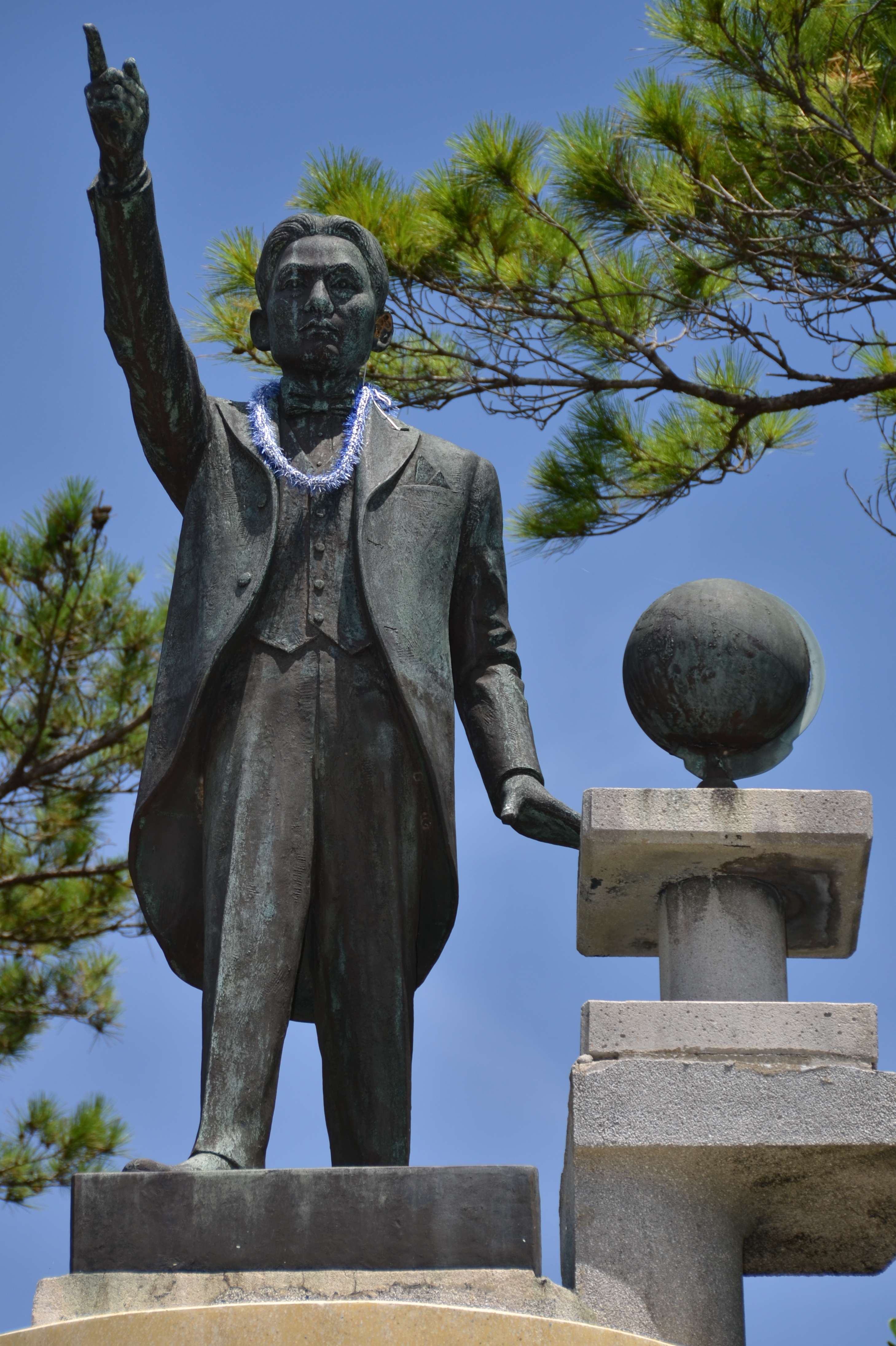
當山久三翁像

- 1931年：當山久三像建立（太平洋戦争時、金属回収のため撤去されたが、1961年に再建）
- 1945年6月：屋嘉区に日本軍捕虜収容所が設置される。約1万人の日本軍捕虜が収容された。ここに収容されていた捕虜たちが空き缶と木材とパラシュートのひもで自作したカンカラ三線を弾いて歌ったのが、民謡「屋嘉節」のはじまりである。
- 1946年：避難民収容所の「宜野座市」があった金武村北部の4字が分立し宜野座村となる
- 1947年：中川小学校創立
- 1948年：金武中学校創立
- 1961年：米軍用地として接収された土地にキャンプ・ハンセンが完成する
- 1964年：金武出身の松岡政保が琉球政府行政主席に任命される
- 1972年：本土復帰を記念して金武・並里大綱引きが9年ぶりに開催される
- 1975年：沖縄自動車道が開通、「金武IC」が置かれる（当時は許田 - 石川間。1987年に那覇まで開通）

- 同年、有線放送電話事業を開始
- 1977年：第1回金武村まつり（現・金武町まつり）開催
- 1978年：村章（現・町章）制定

### 町制施行後
- 1980年4月：町に昇格し金武町となる
- 1982年：金武大橋（国道329号）開通

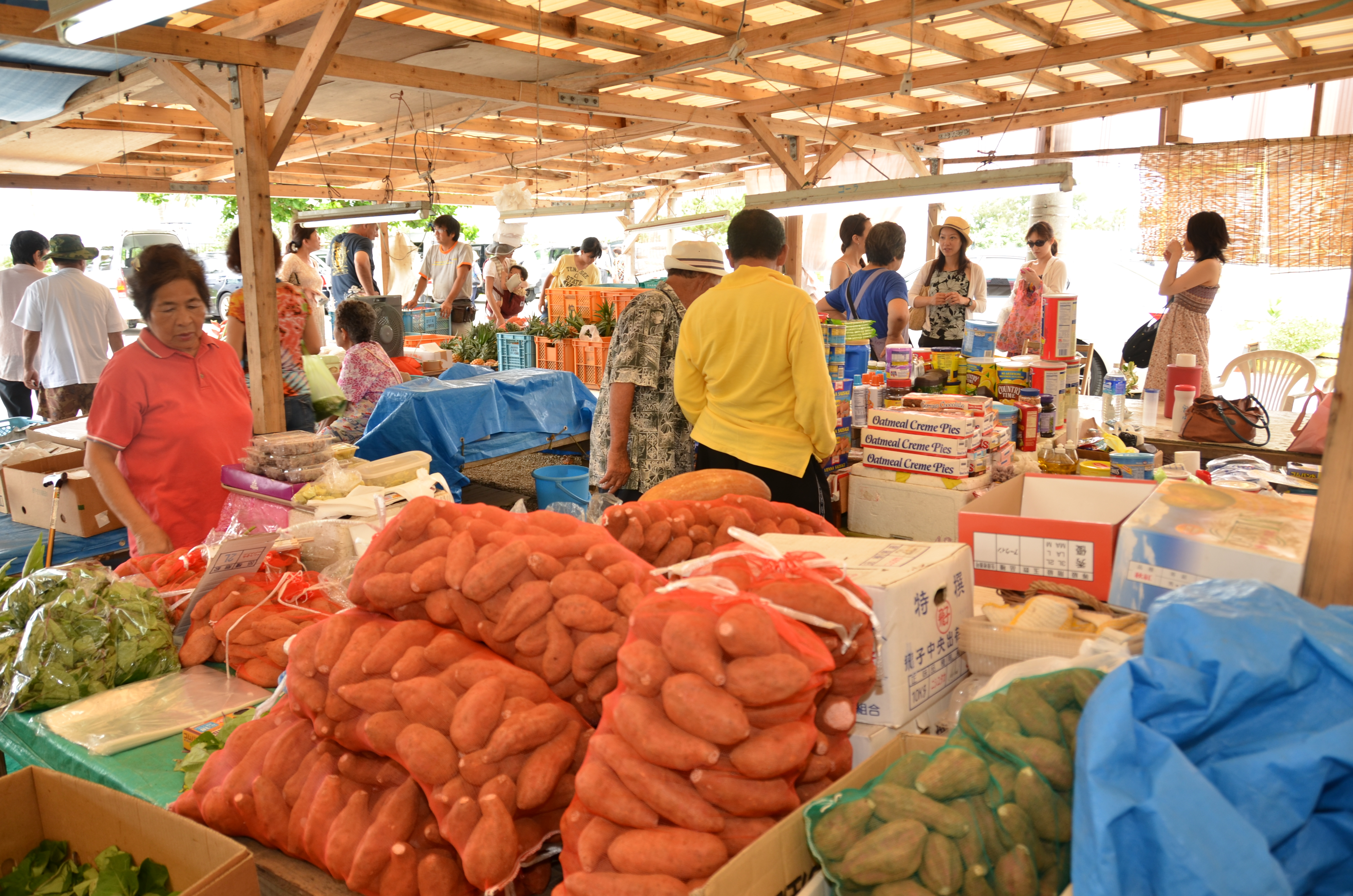
町内外から訪れる買い物客で賑わういしじゃ自由市場

- 1988年：町が前原（めーばる）地区に進めていた養豚団地建設をめぐり、建設反対派住民が、町議会のリコール（解散請求）を行い、11月6日の投票で解散が成立した。12月11日の出直し選挙では建設反対派が躍進、建設推進派と同数の11議席を確保した
- 1990年：沖縄県主催の「世界のウチナーンチュ大会」開催に合わせ、海外に移住した金武出身者を招いて第1回「世界のシマヌチュ大会」が開催
- 1995年：石川原（いしじゃばる）にいしじゃ自由市場がオープン
- 1996年8月：SACO最終報告で米軍ギンバル訓練場の返還が決定される[9]
- 同年9月：発電所誘致が功を奏し、沖縄電力の金武火力発電所が着工される[10]
- 1997年：米軍による県道104号線超えの実弾砲撃訓練が廃止され、訓練そのものが本土へ移転される
- 2000年：當山久三の指導によるハワイ移民100周年を記念した「移民体験航海事業」が実施される
- 2008年：自然体験学習施設ネイチャーみらい館オープン
- 2011年7月：米軍ギンバル訓練場返還
- 2019年3月：金武バイパス全線開通（金武町中川 - 金武町渡慶頭原）設計速度・60 km/h、車線数・2車線

## 行政

金武町章：カタカナの「キン」を円と翼のイメージにデザインし、町民の融和・平和・団結を表すとともに、町の雄飛発展を表現。公募により集まった294点の作品から選ばれた。長沢知子氏（岩手県盛岡市）によるデザイン

### 町役場
- 町長：仲間一（2014年4月17日就任、3期目）
- 副町長：金城司（2022年12月20日 - ）
  - 町長部局の課・室：総務課・住民生活課・税務課・保健福祉課・こども支援課・企画課・商工観光課・建設課・農林水産課・複合庁舎整備推進課・出納室
  - 町長部局以外の課・局：上下水道課・議会事務局・農業委員会事務局・選挙管理委員会事務局・監査委員事務局

### 教育委員会
- 教育長：比嘉貴一
  - 学校教育課・社会教育課

### 町議会
議員定数16。
- 議長：嘉数義光
- 副議長：大城一之

インターネットで議会のライブ中継および過去の議会（平成25年2月臨時会以降）の録画映像を配信している。

### 警察
沖縄県警察石川警察署管内
町内に金武交番を置く。

### 消防
金武地区消防本部管内

### 国の出先機関
- 内閣府沖縄総合事務局北部ダム事務所億首ダム出張所
- 防衛省沖縄防衛局金武出張所

## 公共施設

### 文化施設
- 金武町立図書館
- 金武町立中央公民館
- 中川地区公民館
- 並里地区公民館

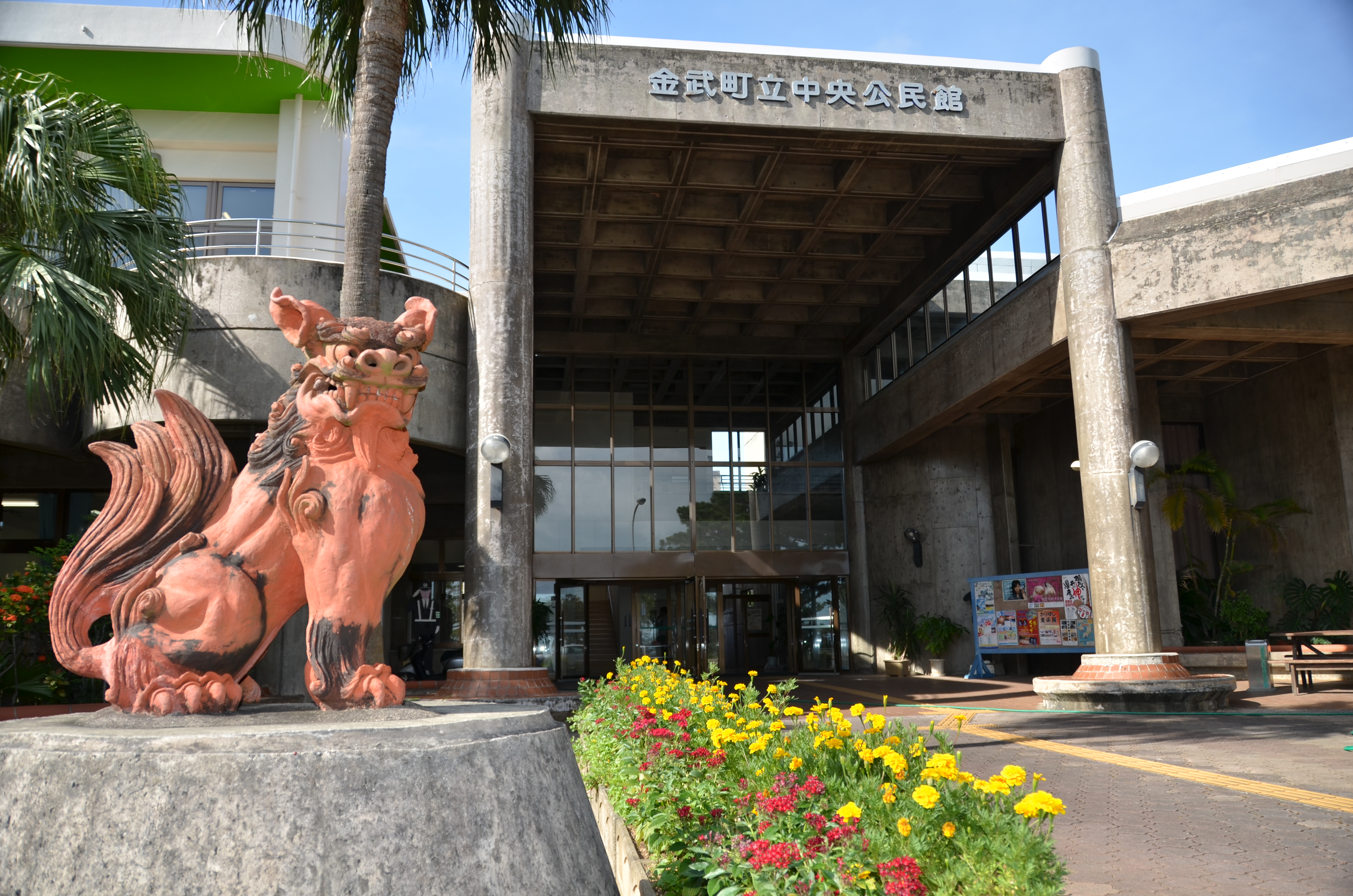
金武町立中央公民館

- 金武地区公民館（地元では「金武区図書館」として認知されている）
- 伊芸地区公民館
- 伊芸地区集会所
- 屋嘉地区公民館
- 金武公会堂（金武区事務所の所在地）
- 喜瀬武原農民集会所

### スポーツ施設

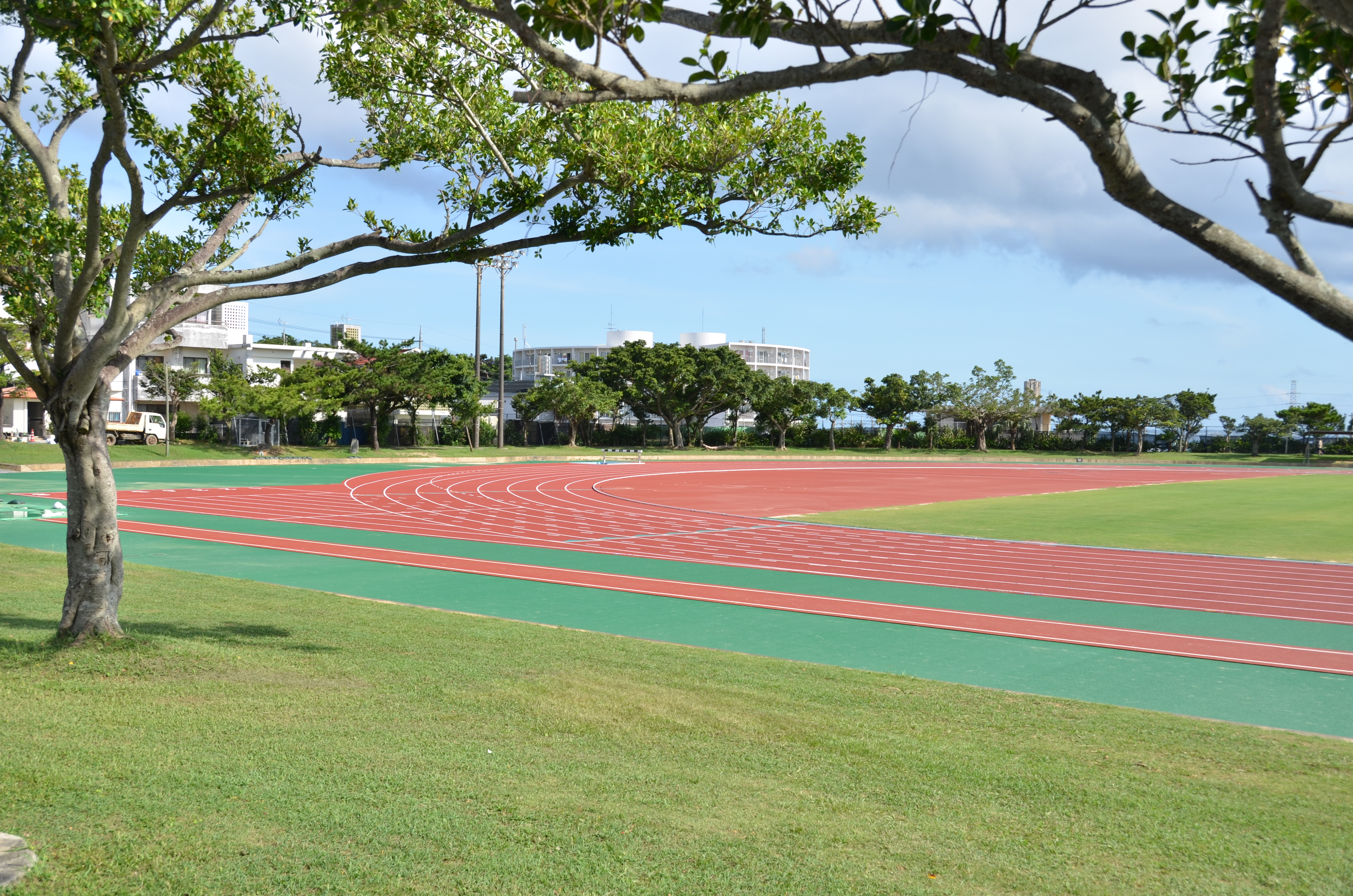
金武町陸上競技場

- 金武町陸上競技場（旧金武町営グラウンド）
- 金武町営庭球場（金武町陸上競技場に隣接）
- 金武町立体育館
- 金武町立武道館
- 金武町営プール
- 金武町ベースボールスタジアム
- 金武町フットボールセンター

### 公園・広場
- 中川近隣公園
- ふれあいの森公園
- 並里区民広場（通称：パーパー森（むい））
- オランダ森緑地公園（松岡政保像がある。町出身の戦没者をまつる「芳魂の塔」が隣接する）
- 大川児童公園
- 大川西公園
- トムスズ緑地公園
- 上ヌ毛公園（大城孝蔵像がある）
- 仲畑慶原公園
- 金武児童公園
- ティダガー森林公園
- スポーツ広場
- モーシヌ森公園
- 浜田原公園
- 雄飛の広場（沖縄電力金武火力発電所敷地内にあり同発電所が管理する）
- 金武タームランド（通称：西公園。町陸上競技場の西側に隣接することから）
- 伊芸地区公園（通称：さくまつ公園）
- 伊芸地区グラウンド
- がじまる公園（町指定文化財の樹齢300年以上のガジュマルがある）

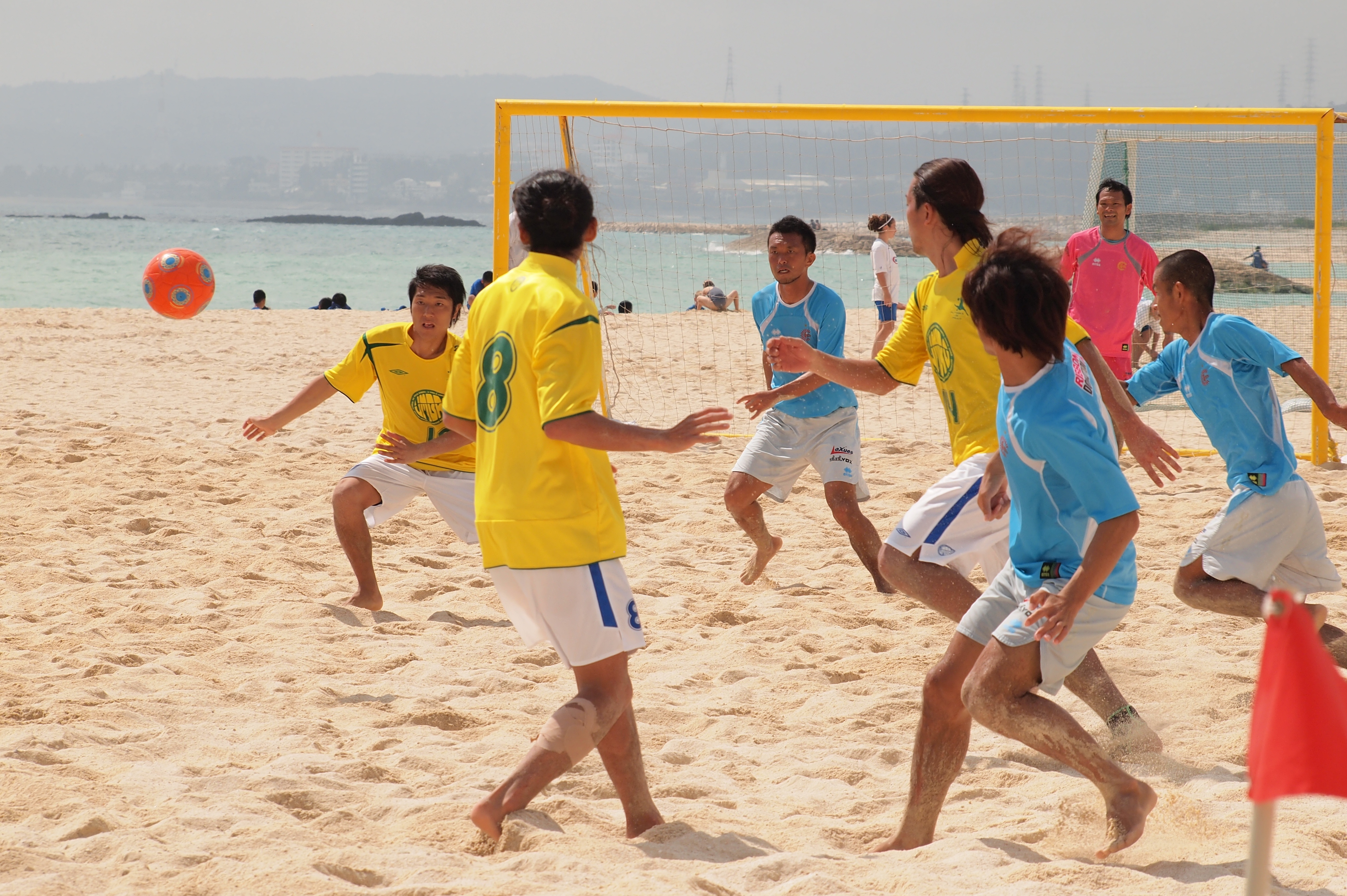
伊芸ビーチで毎年開催されるビーチサッカーフェスティバル

- 伊芸海浜公園（毎年3月にビーチサッカーの全国大会が開催される伊芸ビーチに隣接）
- 屋嘉西児童公園
- 屋嘉区民運動場

### 衛生施設
- 金武町ごみ処理場
- 金武地区清掃センター（宜野座村と共同使用）
- 金武火葬場（宜野座村と共同使用）
- 金武町葬斎場

### その他
- 金武町総合福祉センター（保健予防全般、高齢者福祉サービスを行う。金武町社会福祉協議会もこの施設に入居する）
- 金武町教育文化センター（金武町教育委員会の町史編さん室がある）

## 保育施設

### 町立認定こども園
- 金武こども園

### 私立認定こども園
- 杉の子幼児学園
- みつばこども園
- 並里こども園
- 嘉芸こども園

### 私立保育所
- はまだ保育園

### 私立小規模保育事業所
- 金武こどもみらい園
- ららくる屋嘉保育園
- すぎのこ小規模保育園

### 認可外保育施設
- 琉星保育園（琉球病院構内）
- Alphabet International Preschool

## 学校

### 幼稚園
- 金武町立中川幼稚園

### 小学校
- 金武町立中川小学校
- 金武町立金武小学校
- 金武町立嘉芸小学校

### 中学校
- 金武町立金武中学校

### 高等学校
町内に高等学校はない。金武中学校を卒業した生徒の主な進学先は、沖縄県立宜野座高等学校、沖縄県立石川高等学校など。

### 専修学校
- 琉球リハビリテーション学院

## 地域
金武町には金武・伊芸・屋嘉の3字に分かれている。これとは別に、金武区、並里区、中川区、伊芸区、屋嘉区の5行政区がある。
中川区・並里区・金武区の3行政区は、住所表記上は「字金武」に属し、したがって住所上ではいずれも「金武町字金武○○番地○○」となり、区別されない。
各行政区は、他市町村の町内会や自治会に相当する任意団体を組織しており、いずれも公民館等に「区事務所」を置いている。区民が選挙で選出する区長によって代表される。
町民は、自らの居住する行政区を基本単位として地域活動を行っており、子ども会・青年会・婦人会・老人会などの地域団体は行政区単位で組織される。
各区の下には、広報物の頒布などを目的として任意に分けられた単位である「班」がおかれる。班は「○○原（バル）」などの小字に必ずしも一致するものではない。「班長」は町や区などが発行する広報紙やチラシを班内の各世帯に配布する役割のほか、年1回行われる地域行事「腰（くし）ゆくい」が行われる地域ではその主催を担っている。
並里区と金武区の境界は住宅密集地にあり、また、両区の出身者が境界付近に移転することにより飛び地として認定されることもあるため、両区の境界は必ずしも明確でない。喜瀬武原（きせんばる）地区は金武町と恩納村にまたがるが、金武町部分は金武区に属する。

### 行政区
中川区（字金武）
町の最東端に位置し、宜野座村に接する。戦後に町外から転入してきた者が多く、最も人口が少ない。区内の畑では茶が栽培されている。町が開発をすすめるギンバル訓練場跡地がある。
並里区（字金武）
金武区に次いで人口が多い。並里区の低地にある武田原（ンタバル）・福花原（フッカバル）地区では田芋の栽培が盛んに行われている。
金武区（字金武）
町人口の半数近い人口を擁する。銀行や郵便局・農協などの金融機関や、米兵向けの飲食店が建ち並ぶ歓楽街「新開地」がある町の中心地。
伊芸区（字伊芸）
中川区に次いで人口が少ない。水質が良く、米の栽培が盛ん。区独自の水道事業を行っている。土地の約80％が軍用地に占められている。米軍の実弾演習場に近接し、米軍が演習で放った実弾が区内に着弾する事件が過去に複数回起こっている。
屋嘉区（字屋嘉）
町の最西端に位置し、沖縄本島中部のうるま市に接する。人口は5区の中で3番目であり，都市部に最も近いことから将来の人口増加が期待されている。低地部に住宅地があり、山手で農地開発が行われている。「金武町産」として出荷されるマンゴーの多くが屋嘉区で栽培されている。

## 産業

### 農業

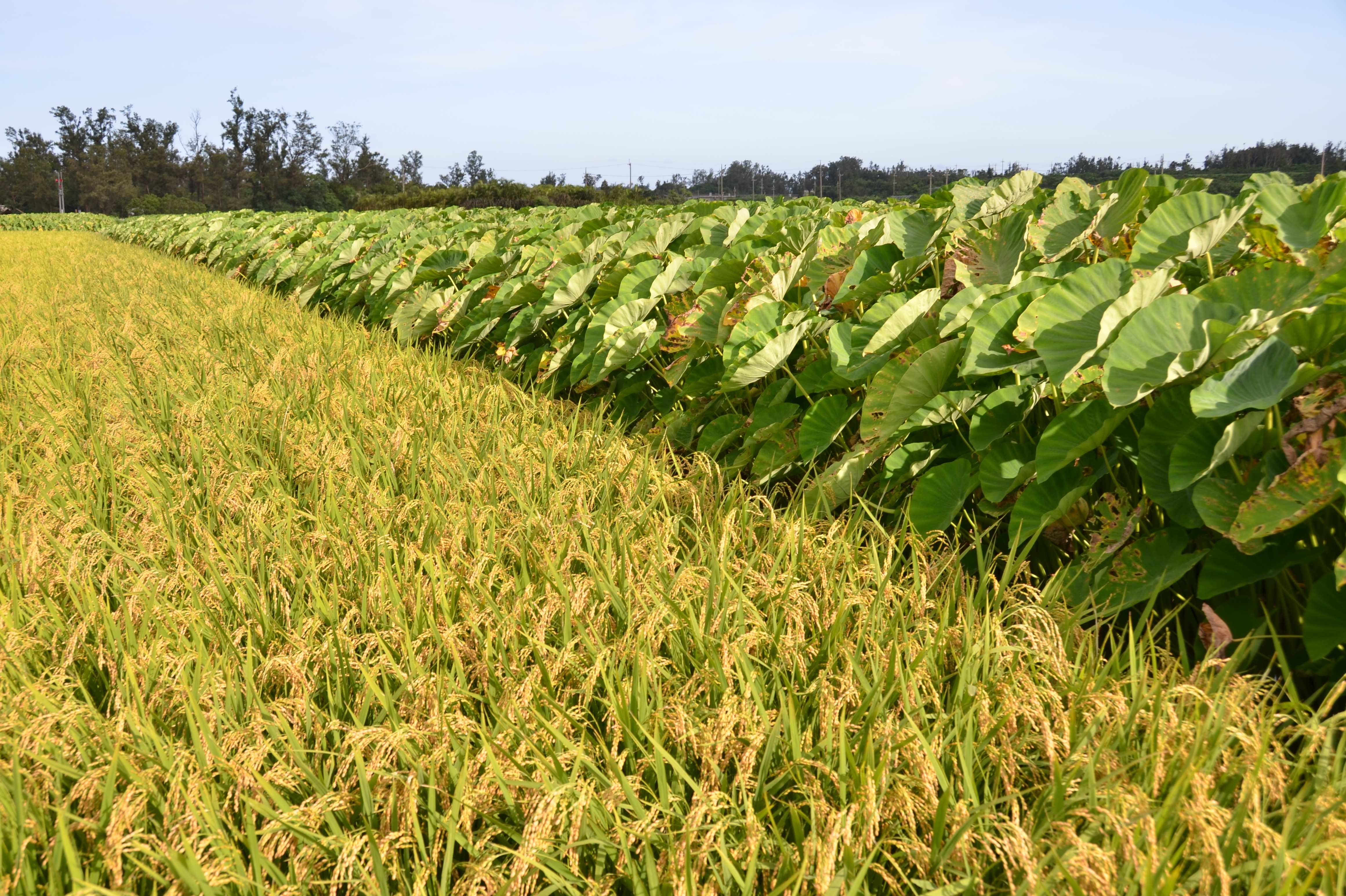
福花原の田園風景（手前が稲、奥が田芋）

菊などの花卉類、さとうきび、マンゴーなどのフルーツのほか、豊富な水資源を活用して、田芋や米の栽培がさかんに行われている。紅茶・緑茶も生産されており、紅茶は株式会社沖縄ティーファクトリーにより「琉球紅茶」として販売されている。

### 林産業
町が出資する第3セクター・株式会社きのこセンター金武がぶなしめじの生産を行っている。

### 水産業
刺し網・一本釣り・はえ縄・定置網・海面養殖などの漁法により、マグロ類・ブダイ類・ハタ類・イカ類・タコ類・海藻類などが水揚げされる。金武漁港内にはモズクの種苗供給施設、同漁港近くには海ブドウの養殖場がある。
また、並里区の福花原地内にはウナギの養殖場もある。金武町産のウナギは蒲焼きとしてスーパーで販売されるほか、那覇市内の和食レストラン等で提供されている。

### 商業・その他
キャンプ・ハンセン第2ゲート(旧第1ゲート)の正面一帯は米兵向けの歓楽街「新開地」が栄えている。新開地の「パーラー千里」で生まれたタコライスは、沖縄を代表するB級グルメとして定着している。
豚肉に豚の血液を混ぜて炒めた料理「チーイリチャー」が地域行事や家庭の祝い事などで食される郷土料理として親しまれており、町内のいくつかの食堂などで提供されている。
近年は特産の田芋を利用したパイやチーズケーキなどの「田芋スイーツ」や、金武酒造の田芋焼酎など、加工品の生産も盛んに行われている。

## 金武町の米軍基地
金武町の総面積 (3,793ha) のうち、55.6% (2,109ha) が基地で占められ、山側においても水域においても基地に囲まれた状態にある。町の北側の山林には、県内最大規模の実弾演習が行われる米海兵隊のキャンプ・ハンセンが広がる。金武岬には、水陸両用車の訓練やヘリコプター着陸帯として使用される金武ブルー・ビーチ訓練場がある。また、金武区（小字：浜田原）の海岸には金武レッド・ビーチ訓練場があり、乗船訓練等に使用されている。メースbが配備されていた中川区（小字：源原）のギンバル訓練場は、1996年のSACO最終報告に基づき、2011年7月に返還されたが、それは同訓練場の機能を金武ブルー・ビーチ訓練場やキャンプ・ハンセンに移転することが条件の「条件付き返還」であった (参照 LZスワン問題)。またナイキが配備されていた恩納サイトは、航空自衛隊恩納分屯基地 (0.16㎢) に移管されており、金武町の軍事施設の占める割合は、59.4％となる。
現在ある金武町の米軍基地
| 施設番号                                 | 基地名                                   | 施設面積                                 | 内金武町     |
| ---------------------------------------- | ---------------------------------------- | ---------------------------------------- | ------------ |
| FAC6011                                  | キャンプ・ハンセン                       | 48,723,000㎡                             | 20,697,000㎡ |
| FAC6019                                  | 金武レッド・ビーチ訓練場                 | 14,000㎡                                 | 14,000㎡     |
| FAC6020                                  | 金武ブルー・ビーチ訓練場                 | 381,000㎡                                | 381,000㎡    |
| 2020年時点での金武町における米軍基地面積 | 2020年時点での金武町における米軍基地面積 | 2020年時点での金武町における米軍基地面積 | 21,092,000㎡ |

既に返還された金武町の米軍基地
| 施設番号 | 米軍基地             | 米軍基地               | 返還状況               |
| -------- | -------------------- | ---------------------- | ---------------------- |
| FAC6015  | 恩納サイト           | 恩納ポイント陸軍補助施 | 空自恩納分屯基地に移管 |
| FAC6016  | 屋嘉訓練場           | 屋嘉訓練場             | 1974年返還             |
| FAC6017  | ギンバル訓練場       | ギンバル訓練場         | 2011年条件付き返還     |
| FAC6017  | ギンバル訓練場       | 嘉手納第3サイト        | 2011年条件付き返還     |
| FAC6018  | 屋嘉レスト・センター | 屋嘉レスト・センター   | 1979年返還             |

杣山と分収金制度

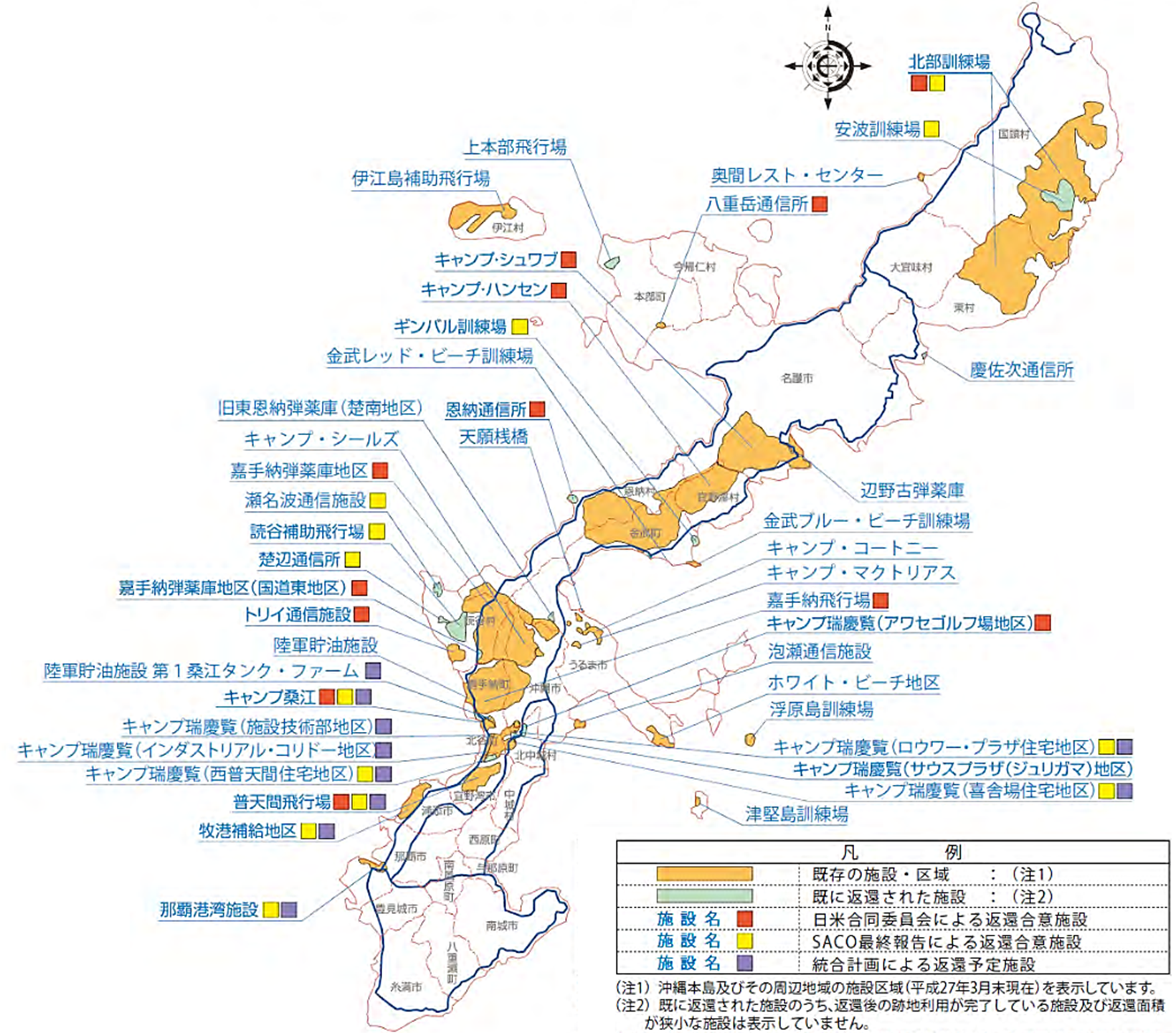
金武町には現在3の米軍施設がある。

キャンプ・ハンセンの大部分が1906年に各部落が政府から払い下げた杣山であり、その使用にかかる収入は「旧慣による金武町公有財産の管理等に関する条例」に基づき、各区の入会権者で構成する部落民会（並里財産管理会・金武入会権者会・伊芸財産保全会・屋嘉財産管理会）と町が「分収金」という名目で折半している。各部落民会に支払われた分収金は、各行政区の活動補助金に充てられるほか、所属する会員（入会権者）に配当される。会員資格は各部落民会の会則で定められているが、いずれもおおむね、杣山払下げ当時に当該地区に居住していた者と、現在も当該地区に居住するその子孫（世帯主）とされている。杣山の払い下げから40年後の1946年に並里区から分離して新設された中川区には、配当を受ける資格のある入会権者が存在しないとされ、部落民会がない。分収金収入がない中川区とその他の行政区との財政格差を補うため、町は中川区に補助金を交付している。また会は20歳以上の男性の正会員資格を認める一方、女性は50歳以上で、未婚または離婚した人は一代限りの準会員としたため、金武区では裁判に持ち込まれた。

## 交通

### 道路
- 沖縄自動車道
  - 屋嘉IC（出入口は那覇方面のみで、許田方面は非常用）
  - 伊芸SA
  - 金武IC（高速バス停留所あり）
- 国道329号
  - 金武バイパス
- 沖縄県道88号屋嘉恩納線（主要地方道）
- 沖縄県道104号線

### 路線バス
一般路線バス
国道329号を通る沖縄バスの一般路線2系統（22番・77番）が運行されている。22番はうるま市の中部病院発着、77番は那覇バスターミナル発着。金武町内全区間を含むうるま市安慶名と名護バスターミナルの間は両系統とも同一で、うるま市石川地区、宜野座村内、名護市辺野古、名護市中心部を経由する。
かつては22番久志線、26番名護こどもの国線、21番名護東線が国道329号を通っていたが、それぞれ1995年、2006年、2008年に廃止された。また、県道104号線を経由する路線として恩納村とを結ぶ64番喜瀬武原線が運行されていたが1995年に廃止された。しばらく自主運行のバスが運行されていたが、現在はこれも廃止されている。
高速バス
金武ICを通る那覇 - 名護間の高速バス1系統（111番）が琉球バス交通・沖縄バス・那覇バス・東陽バスの4社で運行されている。2001年に金武ICに停留所が設置された。117番は金武ICを通過する。
※BT=バスターミナル
| 系統 | 路線名             | 起点     | 終点     | 市町村 | 金武町内の主な経由地       |
| ---- | ------------------ | -------- | -------- | --- | -------------------------- |
| 22   | 名護〜うるま線     | 名護BT   | 中部病院 | うるま市 - 金武町 - 宜野座村 - 名護市                                                                      | 国道329号 屋嘉、伊芸、金武 |
| 77   | 名護東（辺野古）線 | 那覇BT   | 名護BT   | 那覇市 - 浦添市 - 宜野湾市 - 北中城村 - 沖縄市 - うるま市 - 金武町 - 宜野座村 - 名護市                     | 国道329号 屋嘉、伊芸、金武 |
| 111  | 高速バス           | 那覇空港 | 名護BT   | 那覇市 - 南風原町 - 西原町 - 宜野湾市 - 中城村 - 北中城村 - 沖縄市 - うるま市 - 金武町 - 宜野座村 - 名護市 | 金武IC                     |

廃止された路線
すべてが国道329号を経由する。町道を経由するのは旧64番のみ。
| 系統 | 路線名           | 起点     | 終点           | 廃止年 | 備考                                                                                               |
| ---- | ---------------- | -------- | -------------- | ------ | -------------------------------------------------------------------------------------------------- |
| 21   | 名護東線         | 具志川BT | 名護BT         | 2008年 | 2003年に221番名護東おもろまち線が新設予定だった。                                                  |
| 22   | 久志線           | 那覇BT   | 久志BT         | 1995年 | 久志バスターミナル廃止と同時に終点を安慶名駐車場まで短縮されたのに伴い、金武町の区間が廃止された。 |
| 26   | 名護こどもの国線 | 名護BT   | 沖縄こどもの国 | 2006年 | 琉球バス交通へ譲渡に伴い廃止。21番に代替。                                                         |
| 64   | 喜瀬武原線       | 具志川BT | 安富祖         | 1995年 | 運行開始時は石川BT-金武-中川入口-上祖入口-仲泊-嘉手苅-石川BTの循環路線だった。                     |

## 医療
- 国立病院機構琉球病院
- きんクリニック
- おくまクリニック
- 松原クリニック
- 屋嘉クリニック
- ひまわり歯科クリニック
- エンゼル歯科
- ピッコロ歯科医院
- 信愛歯科医院
- KIN放射線治療・健診クリニック
- ランデブーポイント[21] 6箇所
※民間救急ヘリコプターMESH のヘリポートとして使用

## 郵便
- 金武郵便局

### 郵便番号
- 字金武：904-1201
- 字伊芸：904-1202
- 字屋嘉：904-1203

### 公共機関の個別郵便番号
- 金武町役場：904-1292
- 金武町教育委員会：904-1293
- 金武地区消防衛生組合：904-1294

## 観光・名所・イベント
- ネイチャーみらい館
- 金武観音寺
- 金武宮
- 金武大川（ウッカガー）
- 金武鍾乳洞（金武観音寺に隣接）
- 金武町まつり（沖縄角力の大会も行われる）
- 金武町青年エイサーまつり
- 世界のシマヌチュ大会（沖縄県主催の世界のウチナーンチュ大会の開催時期に合わせ、町出身の海外移住者を招いて行われる）
- 金武町たんぼフェスタ（ネイチャーみらい館で行われる）
- 金武町自然体験まつり（ネイチャーみらい館で行われる）
- ぬちぐすい・まーさむんフェア
- 観月祭（旧暦8月15日の夜に金武区・並里区・伊芸区で開催される。並里区の観月祭の名称は「十五夜村あすび」）
- ビーチサッカーフェスティバル（伊芸ビーチで、毎年3月に開かれるビーチサッカー全国規模の大会。）

## 著名な出身者
- 當山久三（ハワイ移民の指導者）
- 大城孝蔵（フィリピン移民の指導者）
- 松岡政保（元琉球政府行政主席）
- JOE（元音楽グループFolder）
- ZUKAN（バンド）
- 仲田秀司 （プロ野球選手）

## ゆかりのある人物
- 小野あつこ（NHK「おかあさんといっしょ」21代目歌のお姉さん）…母親が当町出身。2023年に観光大使に就任[22]。

## 町内のホテル
- ASBO STAY HOTEL（2022/4/1オープン）